# Mitch McConnell

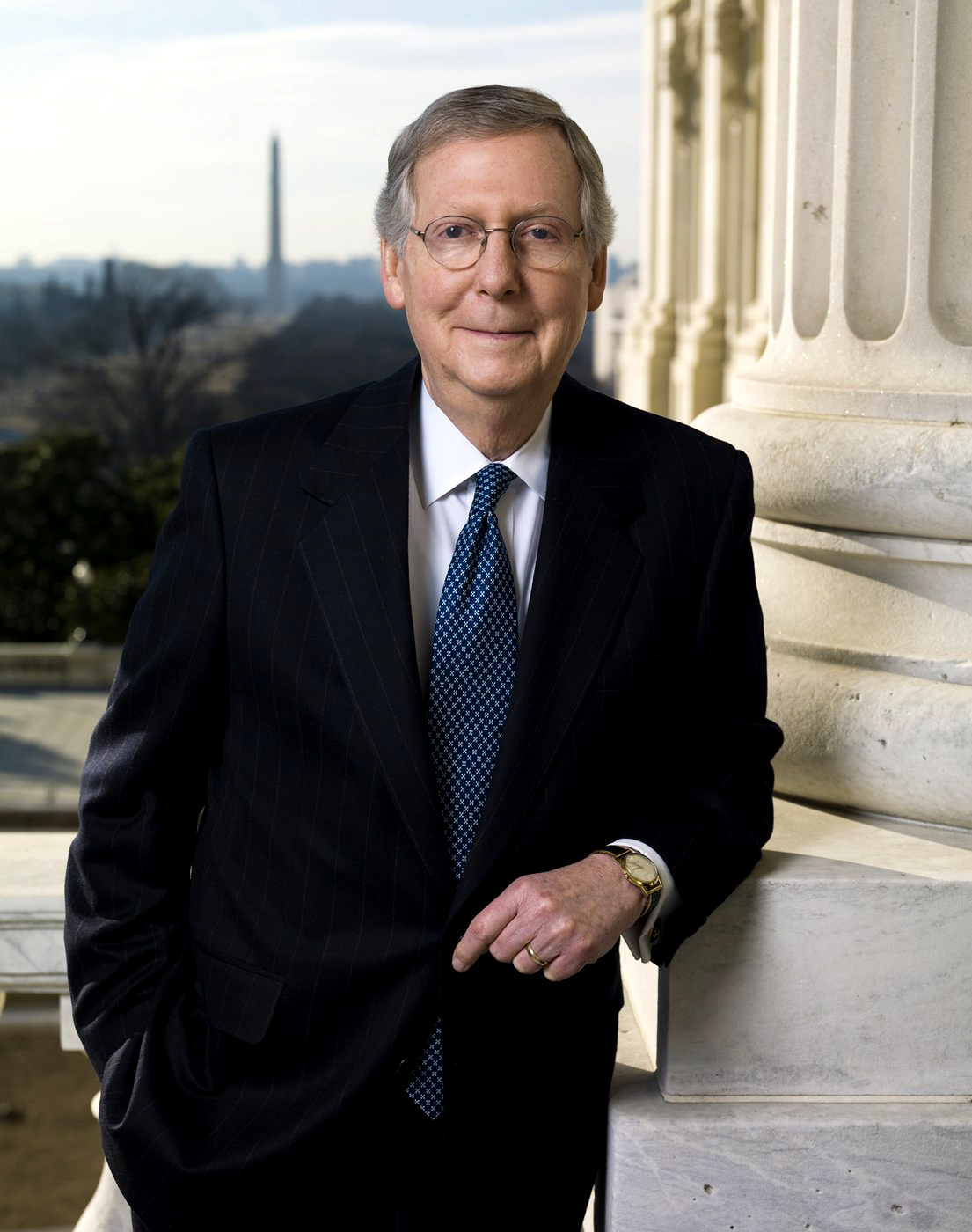
Mitch McConnell (2009)

Addison Mitchell „Mitch“ McConnell Jr. (* 20. Februar 1942 in Tuscumbia, Colbert County, Alabama) ist ein US-amerikanischer Politiker der Republikanischen Partei. Er vertritt seit dem 3. Januar 1985 den Bundesstaat Kentucky im US-Senat und war dort von Januar 2007 bis Januar 2025 Fraktionsvorsitzender der Republikaner. McConnell ist der am längsten amtierende Anführer einer Partei in der Geschichte des US-Senats. Von 2015 bis 2021 war er Mehrheitsführer („Majority Leader“) im Senat und war dort vom 20. Januar 2021 bis zum 3. Januar 2025 Minderheitsführer („Minority Leader“). Seither ist er Vorsitzender des United States Senate Committee on Rules and Administration.

## Leben

### Familie, Ausbildung und Beruf
Im Alter von zwei Jahren wurde sein linker Oberschenkel durch eine Polio-Erkrankung vorübergehend gelähmt; seine Behandlung brachte die Familie, während der Vater im Zweiten Weltkrieg diente, an den Rand der Zahlungsunfähigkeit. Die Familie zog nach Louisville, Kentucky, als er 13 Jahre alt war. Hier wuchs er auf und absolvierte die erste Station seines Studiums: 1964 erwarb er an der University of Louisville den Grad Bachelor of Arts in Politikwissenschaft. 1967 absolvierte er die Law School der University of Kentucky; im selben Jahr wurde er in die Anwaltskammer des Bundesstaats Kentucky aufgenommen.
Umfangreiche Erfahrungen im US-Senat sammelte er ab 1967 als persönlicher Assistent der Senatoren John Sherman Cooper und Marlow Cook. Unter Präsident Gerald Ford war er von 1974 bis 1975 als Assistent des US-Justizministers tätig. Bis zur Wahl in den US-Senat fungierte er als Bezirksrichter im Jefferson County seines Heimatstaates.
Verheiratet ist McConnell mit Elaine Chao, der ehemaligen Arbeitsministerin in der Bush-Regierung. Das Paar ist kinderlos; McConnell hat drei Töchter aus erster Ehe (1968–1980). Im Januar 2017 wurde seine Frau unter Präsident Donald Trump Verkehrsministerin und trat am 7. Januar 2021 als erstes Mitglied des Kabinetts von Trump wegen der Erstürmung des Kapitols in Washington zurück.

### Gesundheit
Im Februar 2003 unterzog sich McConnell im National Naval Medical Center in Bethesda, Maryland, einer dreifachen Bypass-Operation am Herzen wegen verstopfter Arterien.
Im August 2019 stürzte er und verletzte sich an der Schulter. Im März 2023 wurde McConnell nach einem Sturz ins Krankenhaus eingeliefert und wegen einer Gehirnerschütterung behandelt.
Am 26. Juli 2023 erstarrte McConnell während einer Pressekonferenz am Rednerpult ohne ersichtlichen Grund für circa 20 Sekunden, woraufhin er wegbegleitet wurde. Er kam später aber zurück und sagte, es gehe ihm „gut“. Ende August erstarrte McConnell erneut bei einer Pressekonferenz in Kentucky, setzte diese dann aber fort. Ein Arzt erklärte nach einer Untersuchung, McConnell könne unter medizinischen Gesichtspunkten weiterarbeiten. Der Arzt des US-Kongresses erklärte, es gebe keine Hinweise auf einen Schlaganfall, eine Epilepsie oder die Parkinson-Krankheit.

## Politische Laufbahn und Positionen

### US-Senator

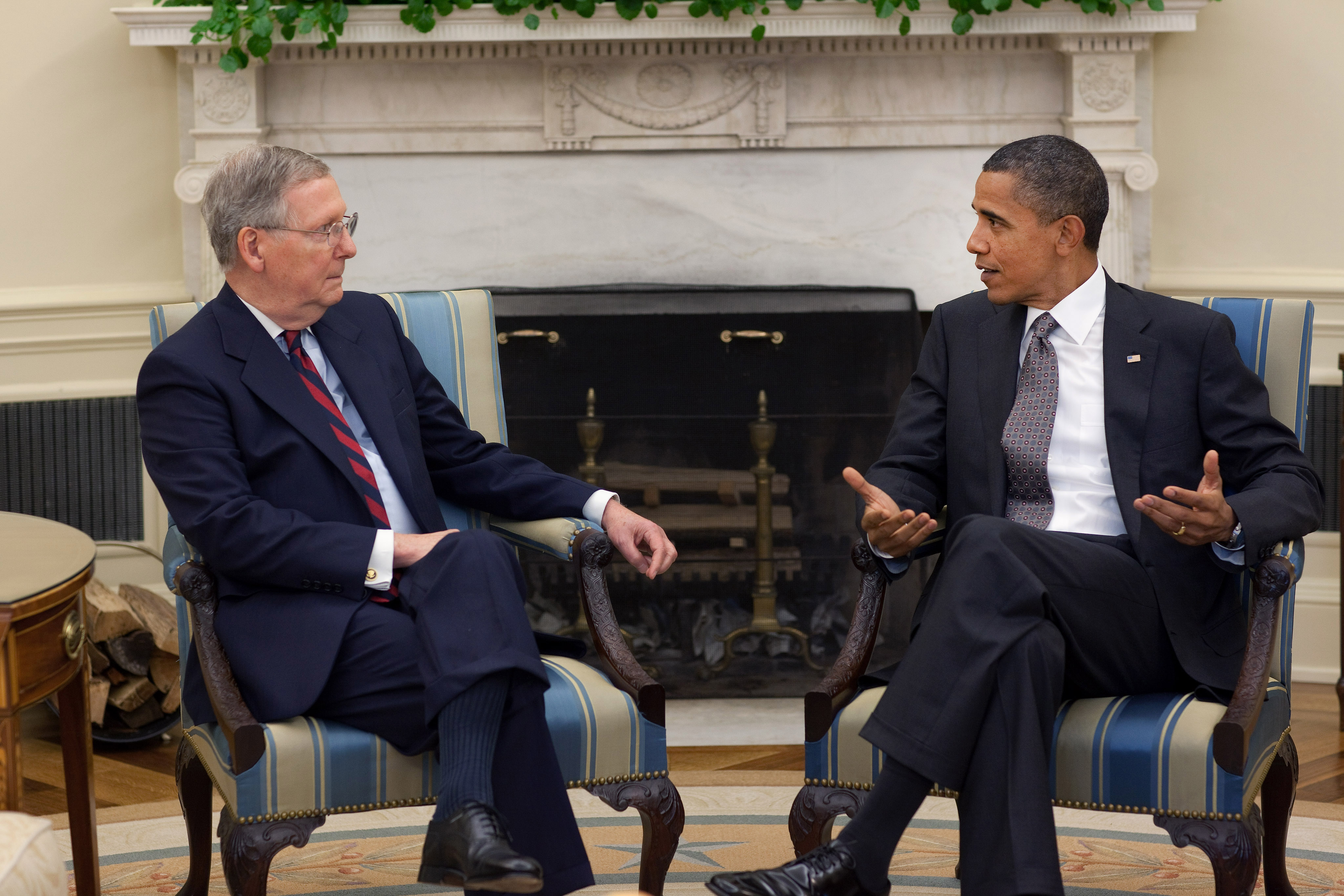
Präsident Obama (rechts) empfängt McConnell im Oval Office im August 2010

Bei der Wahl zum Senat 1984 gelang es ihm als einzigem Republikaner, einen Mandatsinhaber der Demokratischen Partei zu besiegen: In einer knappen Entscheidung setzte er sich in einer zum Klassiker gewordenen aggressiv-humorvollen Kampagne mit wenigen tausend Stimmen Vorsprung gegen Walter Huddleston durch, nachdem Huddleston am Anfang des Wahlkampfs einen Zustimmungswert von 68 Prozent erreicht hatte. Dabei war McConnell der erste Republikaner seit 1968, der eine bundesstaatsweite Wahl in Kentucky gewinnen konnte. McConnell wurde seitdem 6 mal wiedergewählt  (1990, 1996, 2002, 2008, 2014, 2020); bei der Wahl 2002 erreichte er mit 64,68 Prozent der Stimmen die größte Mehrheit, die je ein Republikaner in Kentucky errungen hat. Damit überflügelte er den bisherigen Rekord seines Mentors, Senator Cooper. Seine demokratische Konkurrentin Lois Combs Weinberg, die Tochter des ehemaligen Gouverneurs Bert Combs, war trotz einer soliden Wahlkampfstrategie mit dem Nachteil in die Auseinandersetzung gegangen, die parteiinterne Vorwahl nur knapp mit 1000 Stimmen Vorsprung gewonnen zu haben. McConnell gelang es, auch Gewerkschafter auf seine Seite zu bringen, indem er seine machtvolle Position dazu nutzte, staatliche Gelder nach Kentucky zu leiten. 
Gegen seinen Herausforderer Bruce Lunsford erreichte McConnell bei der Wahl 2008 – zeitgleich mit der Wahl Barack Obamas zum Präsidenten – einen deutlich knapperen Sieg mit etwa 53 zu 47 Prozent der Stimmen.
McConnell führte von 1995 bis 1997 den Vorsitz im Ethikausschuss. Danach war er von Januar 1999 bis Juni 2001 in zwei nicht aufeinander folgenden Amtsperioden Vorsitzender des Geschäftsordnungsausschusses. Außerdem war er von 1997 bis 2001 Vorsitzender des National Republican Senatorial Committee vor. Von 2003 bis 2007 war er Whip der republikanischen Mehrheitsfraktion im US-Senat.
Nach der Niederlage seiner Partei bei der Senatswahl 2006 löste er am 4. Januar 2007 den aus dem Kongress ausgeschiedenen Bill Frist als Fraktionschef ab. Sein Politikstil wurde 2014 als „langweilig und hart“ beschrieben; er stand nicht wegen charismatischer Auftritte im Rampenlicht, sondern wirkte durch seine Durchsetzungskraft hinter den Kulissen.
Bei der Senatswahl 2014 hatte der anhaltend unbeliebte McConnell einen seiner schwierigsten Wahlkämpfe. Als Mandatsinhaber seit Jahrzehnten und machtvolle Zentralfigur der Republikaner im US-Senat trat er in einer Atmosphäre an, die diese Voraussetzungen zum Nachteil werden ließ: Insbesondere seit dem Siegeszug der Tea-Party-Bewegung ab 2010 hatten altgediente Politiker des – einem jahrzehntealten, verbreiteten Stereotyp folgend – als ineffizient, korrupt und abgehoben geltenden Washington einen schweren Stand. 
Gegen McConnell trat in der parteiinternen Vorwahl der wohlhabende Geschäftsmann Matt Bevin, ein Tea-Party-Unterstützer, an, der McConnell dazu zwang, die republikanische Basis zu umwerben, statt Wechselwähler in der politischen Mitte anzusprechen. 
In Alison Lundergan Grimes erwuchs ihm auf der Seite der Demokraten eine unerwartet starke Konkurrenz, gegenüber der er seinen Ruf bestätigte, einer der härtesten Wahlkämpfer der Vereinigten Staaten zu sein. Die Umfragen sahen lange Zeit ein Kopf-an-Kopf-Rennen zwischen ihm und Grimes, weshalb der Cook Political Report die Entscheidung im August 2013 als „Toss Up“ (völlig offen) einstufte, auch wenn er für viele Beobachter klarer Favorit bei dieser Wahl blieb. Im Verlauf des Wahlkampfes gelang es McConnell, seine lange Erfahrung und Position im Kongress in politisches Kapital umzuwandeln: Er warb damit, dass er als machtvoller Insider für Kentucky viel herausholen könne, und drehte die Anti-Establishment-Stimmung von Teilen der Parteibasis zu seinem Vorteil.
Am Wahltag erhielt McConnell überraschend 56,1 Prozent der Stimmen, wobei es ihm erstmals gelang, im traditionell demokratisch dominierten kohlereichen Südosten Kentuckys eine Mehrheit der Wählerstimmen zu erhalten.

### Mehrheitsführer im Senat
Da die Republikaner 2014 auch die Mehrheit im Senat errangen, trat er am 3. Januar 2015 den Führungsposten des Mehrheitsführers im Senat an. Dort blockierten die Republikaner unter seiner Führung konsequent die Initiativen der Regierung Obama bis zum Ende von Obamas Präsidentschaft. So blieben in Obamas verbliebener Präsidentschaft mehr als hundert Richterstellen an Bundesgerichten unbesetzt. 
Auch blockierte der von den Republikanern dominierte Senat unter der Führung McConnells über 10 Monate lang die Nachbesetzung des nach dem Tod von Antonin Scalia vakant gewordenen Sitzes am Supreme Court. McConnell argumentierte öffentlich, dass der neu gewählte Präsident über die Nachfolge Scalias entscheiden solle.
Seit dem Beginn der ersten Präsidentschaft von Donald Trump im Januar 2017 bemühte er sich darum, die seit Jahren angekündigten politischen Reformvorhaben der Republikaner umzusetzen. So begann die Republikanische Partei unter maßgeblicher Führung von McConnell mehr als 250 Richter und Richterinnen an Bundesgerichte zu berufen. McConnell half auch, Trumps Steuerreform, die vor allem Superreichen zugutekam, durchzusetzen. Dagegen gelang die von McConnell geplante Abschaffung der Gesundheitsreform Obamacare – trotz mehrerer Anläufe – nicht, da McConnell keine Mehrheit für die Abschaffung organisieren konnte.
Auch galt sein Verhältnis zu Trump mitunter als sehr gespannt; so bemängelte McConnell Trumps fehlendes Verständnis für legislativen Prozesse im Kongress. Im August 2017 wurde berichtet, beide Männer hätten seit Monaten nicht direkt miteinander gesprochen. Trump warf im Gegenzug McConnell vor, ihn bei den Ermittlungen zu einer mutmaßlichen Kollusion von Trumps Wahlkampfteam mit russischen Stellen nicht ausreichend zu unterstützen. Tatsächlich erwirkte jedoch McConnell bei dem Amtsenthebungsverfahren gegen Trump im Senat, dass keine Zeugen diesbezüglich angehört wurden. Außerdem weigerte sich McConnell, strengeren Sicherheitsmaßnahmen zuzustimmen, die einen Einfluss Russlands auf zukünftige US-Präsidentschaftswahlen verhindern sollten. 
Als Trump, nachdem der Islamische Staat im syrischen Bürgerkrieg alle seine Gebiete verloren hatte, US-Soldaten aus Nordsyrien abzog und damit dem türkischen Präsidenten Erdoğan die Möglichkeit eröffnete, eine türkische Militäroffensive in Nordsyrien zu beginnen, kritisierte McConnell Trump im Oktober 2019 massiv.
Nach dem Tod der Richterin Ruth Bader Ginsburg, etwa sechs Wochen vor der anstehenden Präsidentschaftswahl 2020, befürwortete McConnell, im völligen Widerspruch zu seiner eigenen Haltung während der Präsidentschaft Obamas im Jahr 2016, die Neubesetzung des freigewordenen Sitzes im Supreme Court noch vor den Wahlen. Diese Neubesetzung geschah dann schließlich durch die Berufung der konservativen Richterin Amy Coney Barrett im Oktober 2020.
McConnell positionierte sich klar gegen die Ereignisse beim Sturm auf das Kapitol in Washington 2021 als kriminelles Handeln und Angriff auf die Demokratie. Vor diesen Ereignissen bezog er bereits klar Stellung gegen die Leugnung des Ergebnisses der Präsidentschaftswahl in den Vereinigten Staaten 2020 seitens des amtierenden Präsidenten Donald Trump, indem er dem gewählten Präsidenten Joe Biden zur Wahl gratulierte – allerdings erst 6 Wochen nach der Wahl, als einer der letzten ranghohen Republikaner. Gleichzeitig stimmte er im zweiten Amtsenthebungsverfahren gegen Donald Trump „nicht schuldig“, da seiner Ansicht nach ein nicht mehr amtierender Präsident nicht vom Senat verurteilt werden dürfe. Er erklärte den Ex-Präsidenten jedoch für „moralisch verantwortlich“ für die Ereignisse, bezeichnete dessen Verhalten am 6. Januar 2021 als „schändliche Verletzung seiner Pflichten“ und hielt implizit auch strafrechtliche Ermittlungen gegen Trump für gerechtfertigt. Daraufhin warf Trump in einer schriftlichen Erklärung am 16. Februar 2021 McConnell „Mangel an politischer Weitsicht, Fähigkeiten und Persönlichkeit“ vor und charakterisierte diesen als einen „politischen Nichtsnutz“ und „mürrischen, verdrießlichen und niemals lächelnden Parteisoldaten“ (a dour, sullen, and unsmiling political hack). Mit solchen Persönlichkeiten an der Spitze könne die Republikanische Partei nie wieder stark und geachtet werden.

### Minderheitsführer im Senat 2021–2025, Folgezeit
Im Mai 2021 gelang es Mitch McConnell mit Hilfe der Regel des Filibusters, einen Untersuchungsausschuss zum Sturm auf das Kapitol in Washington 2021 zu verhindern. Dies gelang ihm, da es den Demokraten nicht möglich war, 10 Republikaner zu überreden, für eine Aufhebung des Filibusters zu stimmen. Lediglich 6 Republikaner, bei Trumps zweitem Amtsenthebungsverfahren waren es noch 7, stimmten für die Beendung des Filibusters. 60 Senatoren hätten dafür stimmen müssen. Diese Verhinderung des Untersuchungsausschusses geschah maßgeblich auf Druck Trumps und seiner Big Lie sowie die Angst, durch den Ausschuss bei den nächsten Wahlen nicht die Mehrheiten im Kongress zu gewinnen.
Nach der Senatswahl 2022 verteidigte Mitch McConnell seine Funktion als Minderheitsführer im Senat gegen den von Donald Trump unterstützten Gegenkandidaten, Senator Rick Scott, in einer parteiinternen Wahl im November 2022.
Am 28. Februar 2024 gab er bekannt, dass er sich im November vom Amt des Fraktionsvorsitzenden zurückziehen, aber dem Senat weiter bis zum Ablauf seiner Amtszeit angehören werde. McConnell ist der am längsten amtierende Anführer einer Partei in der Geschichte des US-Senats.
Nach Donald Trumps Aufstieg in der Partei und dem mit Trumps Präsidentschaft einhergehenden Isolationismus der USA hatte McConnell eigenen Angaben zufolge „die meiste Zeit das Gefühl, der einzige Reagan-Republikaner zu sein, der noch übrig war“.
Im sich ab Januar 2025 konstituierenden 119. Kongress der Vereinigten Staaten erhielt er den Vorsitz im United States Senate Committee on Rules and Administration („Senatsausschuss für Regeln und Verwaltung“). Aufsehen erregte, dass McConnell, der bisher nicht als swing vote gegolten hatte, im Verlauf des Jahres 2025 mit den Demokraten gegen mehrere designierte Mitglieder des Kabinetts Trump II, namentlich Pete Hegseth (Verteidigungsminister), Tulsi Gabbard (Director of National Intelligence), Robert F. Kennedy Jr. (Gesundheitsminister) und Lori Chavez-DeRemer (Arbeitsministerin), stimmte.

### Politik gegenüber China
McConnell gilt als Freund Chinas, nachdem er 1993 Elaine Chao geheiratet hatte, Tochter von John Chao, einem seiner wichtigsten Spender. John Chao, ein guter Bekannter von Jiang Zemin, dem langjährigen Generalsekretär des Zentralkomitees (ZK) der Kommunistischen Partei Chinas (1989–2002) und früheren Staatspräsidenten der Volksrepublik China (VRCh) (März 1993 – März 2003), hatte zuvor sein Vermögen mit der Reederei Foremost Group gemacht, die sehr gute Beziehungen zum chinesischen Staatsunternehmen China State Shipbuilding Corporation hatte. Seit 2008 ist McConnell einer der reichsten Politiker auf dem Capitol Hill, denn sein Schwiegervater schenkte ihm und seiner Tochter mehrere Millionen US-Dollar. Seit den 1990er Jahren gilt McConnell als „ein Fürsprecher Pekings“. Wenn China in der Vergangenheit wegen Menschenrechtsverletzungen oder möglicher Währungsmanipulationen sanktioniert werden sollte, sprach er sich in der Regel dagegen aus.

## Rezeption
Die Politik-Aktivistin Ellen S. Miller (vormals Public Campaign / Every Voice, später Sunlight Foundation) nannte McConnell 1997 aufgrund seiner Blockade-Politik bei der Reform der Wahlkampffinanzierung den „Darth Vader der Reform der Wahlkampffinanzierung“.
Laut dem US-Politologen Norman Ornstein hat McConnell maßgeblich dazu beigetragen, dass der US-Kongress zu einer dysfunktionalen Institution wurde. Auch habe McConnell intern seine Partei darauf eingeschworen, keinem Konjunkturpaket zuzustimmen, falls der Demokrat Joe Biden die Wahl gewänne.